# 29 هـ
29 هـ هي سنة في التقويم الهجري امتدت مقابلةً في التقويم الميلادي بين سنتي 649 و650.

## أحداث
- عزل عثمان أبا موسى الأشعري عن البصرة، واستعمل عبد الله بن عامر بن كريز (وهو ابن خال عثمان)، وقيل : كان ذلك لثلاث سنين مضت من خلافة عثمان.
- زاد عثمان في مسجد النبي - صلى الله عليه وسلم - في ربيع الأول، وكان ينقل الجص من بطن نخل، وبناه بالحجارة المنقوشة، وجعل عمده من حجارة فيها رصاص، وجعل طوله ستين ومائة ذراع، وعرضه خمسين ومائة ذراع، وجعل أبوابه على ما كانت أيام عمر ستة أبواب.

## مواليد
- عطاء بن يسار
- عمرة بنت عبد الرحمن

## وفيات
- عبيد الله بن معمر التيمي